# Dynamenella alveolata
Dynamenella alveolata är en kräftdjursart som beskrevs av Marilyn Schotte och Brian Frederick Kensley 2005. Dynamenella alveolata ingår i släktet Dynamenella och familjen klotkräftor. Inga underarter finns listade i Catalogue of Life.